# Štefan Žemlič
Štefan (Števan) Žemlič ali Žemlitš, tudi Štefan Žemlič , (madžarsko Zsemlics ali Zsemlits István),  slovenski rimskokatoliški župnik in pisatelj, * 9. julij 1840, Murska Sobota, † 10. november 1891, Gornja Lendava (Grad).

## Življenjepis
Žemlič se je rodil v Murski Soboti očetu Jožefu Žemlitšu (sic!), ki je bil čevljar in materi Ani Karlovič. Osnovno šolo je obiskoval v Kőszegu, pri Benediktincih pa je opravil štiri latinske razrede. Potem je študiral bogoslovje v Sombotelu (Szombathely). Za zadnji letnik bogoslovja se je učil sam.
20. julija 1863 je bil posvečen v duhovnika, nato pa je bil štirinajst mesecev kaplan v Dolnji in Gornji Lendavi (tukaj od 17. januarja, 1. oktobra 1864 pri župniku Jožefu Šiftarju). Od 4. oktobra 1864, do leta 1868 je deloval v Beltincih, kasneje pa dve leti še v Lendavi.
Od 1. julija 1870 bil župnik na Dolnjem Seniku, pri Monoštru (Slovensko Porabje).
Na Dolnjem Seniku je dokončal delo Návuk od szvétoga potrdjenyá szvesztva, ki ga je začel pisati v Beltincih in leta 1871 v samozaložbi izdal v Gradcu. V revijah je sodeloval z mnogimi članki. Na Seniku je sodeloval z duhovniki murskosoboške dekanije pri izdajanju šolskih učbenikov za katoliške šole Slovenske krajine.
Leta 1887 bil premeščen v Gornjo Lendavo, kjer je umrl v 51 letu starosti za tuberkulozo. V mrliško matično knjigo za leto 1891 je kaplan Štefan Kocjan iz Sodišincev (kasneje župnik v Števanovcih), ki je bil po Žemličevi smrti do 13. februarja 1892 administrator na Gornji Lendavi, vpisal smrt in pogreb pisatelja v madžarščini. Na pogrebu bil je prisoten Vendel Ratkovič. Gorb ima v pokopališču na Francovem brejgu (Francovom brejgi). Nagrobni spomenik z madžarskim napisom sta postavila grof Tivadar Széchenyi in njegova soporoga.